# 2025年7月臺灣
| << | 2025年7月 （民國114年） | >> |    |    |    |    |
| \| 日 \| 一 \| 二 \| 三 \| 四 \| 五 \| 六 \| \| \| \| 1 \| 2 \| 3 \| 4 \| 5 \| \| 6 \| 7 \| 8 \| 9 \| 10 \| 11 \| 12 \| \| 13 \| 14 \| 15 \| 16 \| 17 \| 18 \| 19 \| \| 20 \| 21 \| 22 \| 23 \| 24 \| 25 \| 26 \| \| 27 \| 28 \| 29 \| 30 \| 31 \| \| \| \| \| \| \| \| \| \| \| |                         |    |    |    |    |    |
| 臺灣新聞動態／維基新聞 |                         |    |    |    |    |    |
| 世界／中国大陆／臺灣 |                         |    |    |    |    |    |
| 日 | 一                      | 二 | 三 | 四 | 五 | 六 |
| |                         | 1  | 2  | 3  | 4  | 5  |
| 6 | 7                       | 8  | 9  | 10 | 11 | 12 |
| 13 | 14                      | 15 | 16 | 17 | 18 | 19 |
| 20 | 21                      | 22 | 23 | 24 | 25 | 26 |
| 27 | 28                      | 29 | 30 | 31 |    |    |
| |                         |    |    |    |    |    |

## 7月1日
- 針對京華城案開庭，彭振聲的妻子在當日上午於高雄三民住處輕生，享年72歲[1]。

## 7月2日
- 針對大罷免，中華民國中央選舉委員會於當日宣布南投縣立委馬文君、游顥罷免案通過二階連署並成立，並宣布上述罷免案與8月23日公民投票同天舉行[2]。

## 7月3日
- 中選會針對7月26日舉行罷免投票的24個立委加上1個市長罷免案公布罷免理由書和答辯書[3]。

## 7月4日
- 台鐵已停售12年的月台票恢復販售，票價從以往的6元大幅漲至22元，並限制進站時間，票價依下列規定計收：1小時內以起碼票價22元扣款。1小時以上未達3小時者，扣款139元。逾3小時以上，扣款911元。另外台鐵多卡通電子票證乘車營運規定，持用電子票證進出台鐵公司同站付費區，如停留時間逾合理時限，除可歸責台鐵公司事由者，其票價依下列規定計收：1小時內以起碼票價22元扣款。1小時以上未達3小時者，扣款161元。逾3小時以上，扣款台北至高雄933元[4][5]。

## 7月5日
- 因應颱風丹娜絲侵襲台灣，交通部中央氣象署在當日上午8點30分發布海上颱風警報[6]，並於晚上8點30分發布陸上颱風警報[7]。

## 7月6日
- 受颱風丹娜絲的影響，當天嘉南高屏全天停班停課，台東縣蘭嶼鄉於下午1點起停班停課，澎湖縣於中午12點起停班停課，雲林縣於下午6點起停班停課[8]。另外，颱風丹娜絲在當天下午從嘉義布袋登陸，成為自1958年以來首個從嘉義登陸的颱風[9]。

## 7月7日
- 受颱風丹娜絲的影響，當天竹苗中彰雲嘉南高屏澎，以及桃園蘆竹、大園、觀音、新屋四區全天停班停課[10]。另外，颱風丹娜絲於當日清晨6點從桃園、新竹交界出海，因此氣象署於上午11點半解除陸警，於下午5點半解除海警[11]。

## 7月8日
- 儘管颱風丹娜絲對台灣的警報已經解除，但嘉義、台南和高雄部分地區災情慘重，因此上述部分地區於當日全天停班停課[12]。

## 7月10日
- 颱風丹娜絲走後受到低壓帶及西南風影響，造成南高屏部分地區全天停班停課[13]。

## 7月12日
- 臺灣師範大學受害學生在Threads分享時任議員黃瓊慧去年針對抽血案的貼文，後引發台灣社會對學術倫理、校園霸凌、教育權力不對等討論[14]。

## 7月18日
- 針對大罷免，中華民國中央選舉委員會於當日宣布羅明才、江啟臣、楊瓊瓔、顏寬恒、林思銘罷免案通過二階連署並成立，並宣布上述罷免案與8月23日公民投票和南投縣立委馬文君、游顥罷免案投票同天舉行[15]。

## 7月26日
- 台灣大罷免首輪投票進行，24席立委及新竹市市長高虹安的罷免案全數不通過。[16][17]

## 7月29日
- 受到西南氣流及颱風竹節草外圍環流影響，台灣南部地區除嘉義市外皆宣布當日停班停課[18]。